# Podium friesei
Podium friesei là một loài côn trùng cánh màng trong họ Sphecidae, thuộc chi Podium. Loài này được Kohl miêu tả khoa học đầu tiên năm 1902.